# Rue Homère
La rue Homère (en occitan : carrièra Omèr) est une voie de Toulouse, chef-lieu de la région Occitanie, dans le Midi de la France.

## Situation et accès

### Description
La rue Homère est une voie publique. Elle se trouve dans le quartier de Marengo.
La chaussée compte une seule voie de circulation automobile à double-sens. Elle appartient à une zone 30 et la vitesse y est limitée à 30 km/h. Il n'existe pas d'aménagement cyclable.

### Voies rencontrées
Le rue Homère rencontre les voies suivantes, du sud au nord (« g » indique que la rue se situe à gauche, « d » à droite) :
1. Rue Claude-Perrault (g)
2. Rue François-Mansart (d)
3. Rue François-Arago
4. Rue des Champs-Élysées (d)
5. Rue Mil-Huit-Cent-Quatorze (d)
6. Rue du Général-Taupin

## Odonymie
En 1890, la rue fut désignée comme la rue des Jardins-Élysées, comme une rue voisine, la rue des Champs-Élysées. En 1947, le conseil municipal, souhaitant éviter les homonymies d'odonymes, lui attribua son nom actuel, en hommage à Homère, aède grec du VIIIe siècle av. J.-C., auteur de poèmes épiques dont l'Iliade et l'Odyssée. D'ailleurs, il existait déjà, depuis 1939, une rue de l'Iliade, dans le quartier 
du Château-de-l'Hers.

## Patrimoine et lieux d'intérêt
- no  4 : maison (deuxième moitié du XIXe siècle)[4].
- no  6 : maison toulousaine (deuxième moitié du XIXe siècle)[5].
- no  9 : maison toulousaine (deuxième moitié du XIXe siècle)[6].
- no  11 : maison toulousaine (deuxième quart du XXe siècle)[7].
- no  17 : maison toulousaine (deuxième moitié du XIXe siècle)[8].
- no  20 : maison toulousaine (deuxième moitié du XIXe siècle)[9].
- no  22 : maison toulousaine (deuxième moitié du XIXe siècle)[10].
- no  24 : maison toulousaine (premier quart du XXe siècle)[11].
- no  29 : maison toulousaine (deuxième moitié du XIXe siècle)[12].
- no  33 : maison toulousaine (deuxième quart du XXe siècle)[13].